# Stereonephthya irregulare
Stereonephthya irregulare is een zachte koraalsoort uit de familie Alcyoniidae. De koraalsoort komt uit het geslacht Stereonephthya. Stereonephthya irregulare werd in 1970 voor het eerst wetenschappelijk beschreven door Tixier-Durivault. 